# Meteorología tropical

La zona intertropical señalada en color rojo. Debe tenerse en cuenta que la deformación producida por la proyección del mapa, aunque resulta bastante apropiada en este caso, minimiza la extensión de la zona intertropical y magnifica la de las zonas templadas. Como ejemplo de esta afirmación puede compararse la superficie de la isla de Groenlandia con la del Brasil, que se puede ver casi del mismo tamaño, aunque es mucho más pequeña.

La meteorología tropical o meteorología de la zona intertropical es la que estudia los fenómenos atmosféricos o meteorológicos que ocurren en la zona intertropical y que sirven para caracterizar el tiempo atmosférico y el clima en esta zona, el primero a corto plazo y el segundo a un plazo mayor, convencionalmente establecido en treinta años o más. F. J. Monkhouse señala que los datos climáticos de una estación meteorológica deben tener unos 30 años de registro por lo menos.

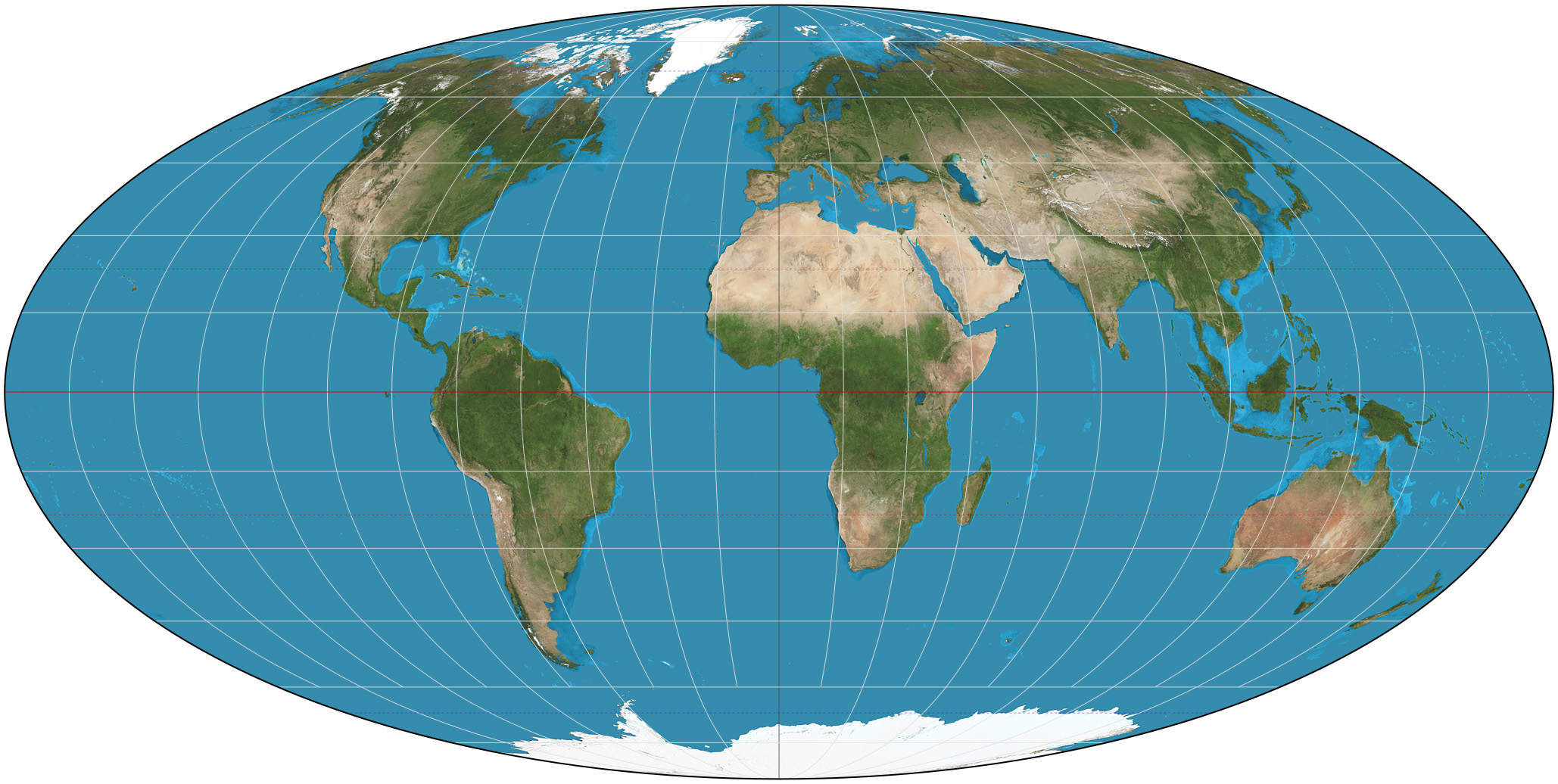
La proyección de Mollweide es un tipo de proyección que no distorsiona tanto las superficies de los países, aunque sí la forma de los mismos. Los trópicos están señalados con líneas de trazos, al igual que el ecuador terrestre y los dos círculos polares. Aquí se ve a Groenlandia, a diferencia del mapa superior, bastante más pequeña que el Brasil.

## Importancia meteorológica y climática de la zona intertropical
- Es la zona geoastronómica de mayor superficie como se puede ver en un mapa mundi con una proyección equiárea (desde luego, tomando en cuenta tanto la superficie terrestre como la oceánica).
- Es la que concentra la mayor proporción de la atmósfera terrestre, en cuanto a su volumen y desarrollo vertical.
- Es la que puede absorber mayor cantidad de calor (dado su volumen y la mayor cantidad de radiación solar que recibe) y, en consecuencia, puede transmitir una parte de ese calor hacia el resto de la superficie terrestre, haciendo posible la vida en gran parte de nuestro planeta que, de otra manera, sería demasiado frío.
- Ejerce una influencia muy importante sobre las demás zonas geoastronómicas, especialmente sobre las zonas templadas de ambos hemisferios. Es el caso del Norte de África, sur de Europa y Asia y sur de los Estados Unidos. En los Estados Unidos se vienen estudiando, desde hace mucho tiempo, los patrones meteorológicos de la zona intertropical, para poder prever sus efectos en su propio territorio. La creación de la NOAA (National Oceanic and Atmospheric Administration, institución de la que depende también el National Hurricane Center con sede en Miami), contempló desde un principio el objetivo de recopilación de datos de meteorología tropical con el fin de estudiar el posible impacto de esta parte de la meteorología en el territorio de Estados Unidos (también México y Canadá tienen instituciones similares).

## Temas de estudio de la meteorología tropical

### El movimiento de rotación terrestre y sus efectos meteorológicos en la zona intertropical
El movimiento de rotación terrestre tiene una importancia enorme tanto sobre la dinámica atmosférica, como sobre las mareas y corrientes marinas y hasta en un tema como la dinámica fluvial proceso en el que, en principio, no parecería tener tanta influencia. Esta influencia se ejerce en toda la superficie terrestre aunque los efectos son distintos y hasta opuestos en los dos hemisferios (norte y sur) y tienen mayor importancia en la zona intertropical por la sencilla razón de que es en esta zona donde los efectos de la rotación terrestre se manifiestan con mayor intensidad por la mayor fuerza centrífuga de dicho movimiento.

#### Abombamiento ecuatorial

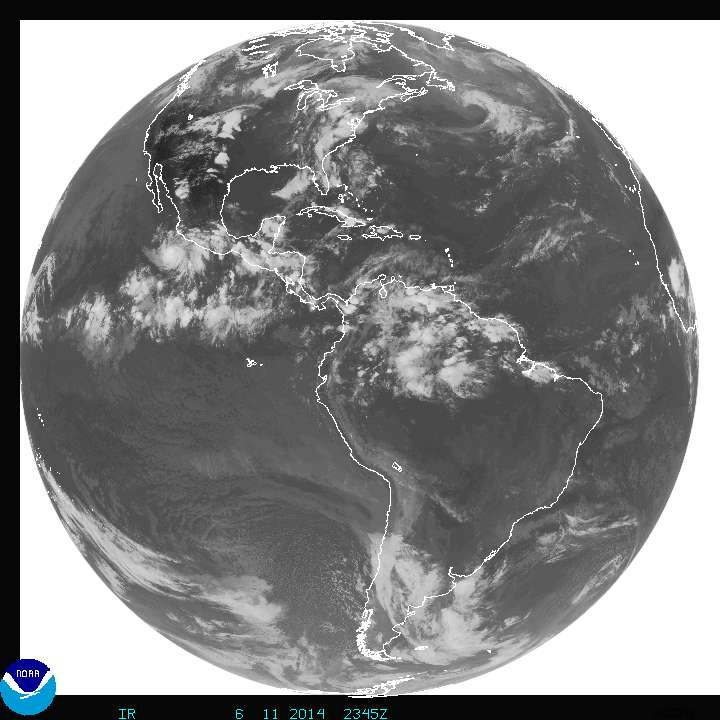
El ecuador, en el centro de la imagen, cruza la imagen satelital atravesando varios conjuntos de nubes muy extensas, lo que nos señala que, a nivel del suelo, los vientos pueden atravesar el ecuador.

Esta característica se conoce desde hace bastante tiempo y se pudo probar con relojes de precisión graduados con gran exactitud en París y llevados después a la Guayana Francesa, cerca del ecuador terrestre, donde pudo comprobarse un retraso considerable en la medición del tiempo. La razón que explica esta anomalía es el abombamiento ecuatorial: al nivel del mar en Cayena, la capital de la Guayana Francesa, se está a una distancia varios km mayor desde el centro de la Tierra que en las latitudes de Francia y, por ende, de París. Así, la mayor distancia al centro de la Tierra del péndulo de un reloj de precisión, hace que ese péndulo se mueva más lento, lo que queda registrado en la medida del tiempo de ese reloj.
Dicho abombamiento, debido a la distinta densidad de los componentes sólidos líquidos y gaseosos de nuestro planeta, es menor en la parte sólida (geósfera), algo mayor en la parte líquida (hidrósfera) y mucho mayor en la parte gaseosa (atmósfera). Como consecuencia de ello, el espesor de las tres partes componentes de la Tierra es mayor en la zona intertropical y específicamente, en la franja ecuatorial. Así, el nivel del mar se encuentra unos 19 km más lejos del centro de la Tierra en el ecuador que en los polos, la hidrósfera supera esa distancia en el nivel del mar en la zona ecuatorial. Por último, el espesor de la atmósfera en el ecuador es mucho mayor que en los polos, como se puede comprobar por la mayor altura de los cumulonimbos y tormentas ciclónicas en la franja ecuatorial. De hecho, la tropopausa o zona de contacto entre la troposfera y la estratosfera, se encuentra a casi el doble de altura en el ecuador que en los polos.
El abombamiento ecuatorial de la atmósfera limita bastante el intercambio atmosférico (nubes, vientos, ciclones, tormentas) entre el hemisferio norte y sur o viceversa, sobre todo en las capas altas de la atmósfera. De hecho, ninguna tormenta tropical o huracán ha cruzado jamás el ecuador: el supertifón Haiyan que es el huracán formado en el Pacífico Occidental que se cree que estuvo más cerca del ecuador apenas llegó a 5º al norte del mismo, antes de desviarse hacia el noroeste. También los huracanes en el Caribe suelen desplazarse hacia el este hasta alcanzar su máximo desarrollo y entonces se desvían hacia el noroeste y luego hacia el oeste. Solo las nubes y tormentas de escasa envergadura pueden llegar a cruzar el ecuador en casos muy puntuales debidos a razones especiales (por ejemplo, al efecto de atracción de la luna y/o el sol al otro lado del ecuador). Las nubes a baja y media altura pueden cruzar el ecuador, donde se produce la convergencia intertropical, pero al ascender a cierta altura, la convergencia a baja altura se convierte en una divergencia en altura, como se puede comprobar en muchos casos. Así, en la imagen satelital del continente americano, la línea ecuatorial que pasa por las islas Galápagos (en el océano Pacífico, de color blanco frente a la costa occidental de América del Sur) y llega hasta la desembocadura del Amazonas, donde se encuentra la isla de Marajó (también de blanco, en la costa oriental americana) atraviesa unos grupos de nubes muy extensas lo que significa que las lluvias y tormentas a baja altura pueden atravesar el ecuador para pasar al otro hemisferio, aunque sin alejarse mucho hacia el norte o el sur.

#### Movimiento de rotación terrestre: Efecto de Coriolis
El efecto de Coriolis es consecuencia del movimiento de rotación terrestre y establece el desvío hacia la izquierda de todos los cuerpos en movimiento sobre la superficie terrestre en el hemisferio norte y hacia la derecha en el hemisferio sur. Se demuestra visual y prácticamente con el péndulo de Foucault y observando la dirección de las corrientes marinas, de las corrientes en los mares cerrados (como el mar Mediterráneo o el mar Báltico), de los desvíos o cambios de curso de los ríos, las inundaciones, la asimetría de los diques naturales de los ríos (tendencia a desbordarse o desviarse hacia la ribera oriental en el hemisferio norte y hacia la ribera occidental en el hemisferio sur, con el mayor desgaste de los rieles del ferrocarril del lado izquierdo tanto en el hemisferio norte como en el sur, etc.
En el artículo correspondiente al efecto Coriolis está explicado mediante fórmulas matemáticas y otras explicaciones cuantitativas pero no queda tan claro como puede verse con métodos de observación directa. Además, el efecto de Coriolis depende de muchísimos más factores que los que pueden integrarse en una simple fórmula.

#### Péndulo de Foucault
Es un mecanismo sencillo para comprobar visualmente la rotación terrestre y sobre todo, los distintos efectos de dicho movimiento según sea el hemisferio norte o el hemisferio sur. En general, el péndulo de Foucault sirve, no solo para demostrar visualmente el movimiento de rotación terrestre, sino también las manifestaciones físicas de sus efectos sobre la atmósfera, la hidrosfera, la litosfera y, muy importante, sobre la biosfera.

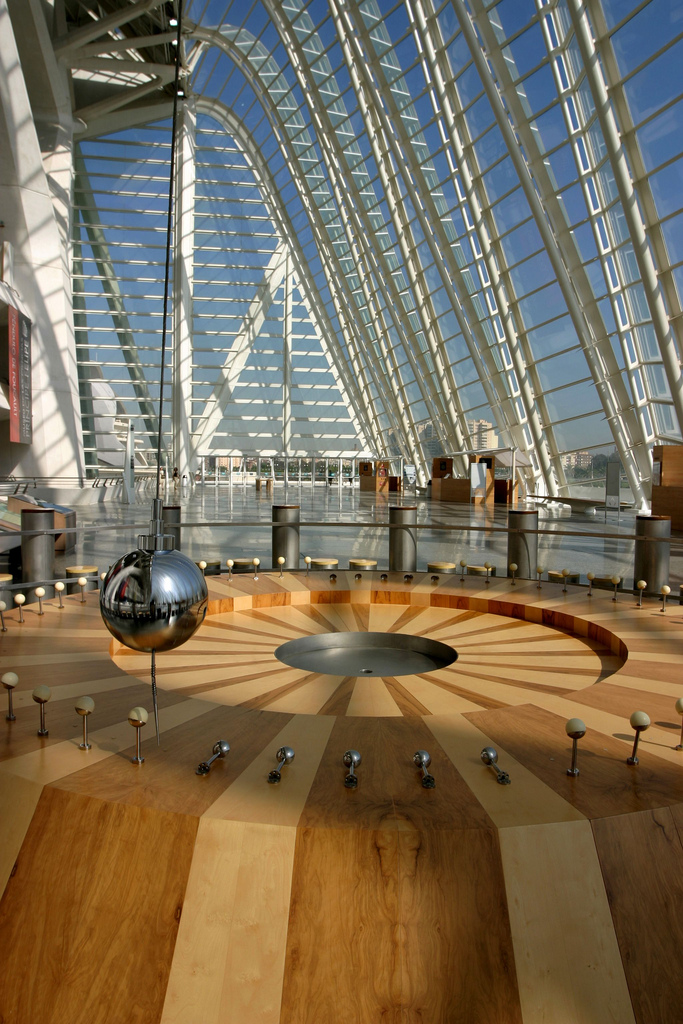
El Péndulo de Foucault en el Museo de Ciencias Príncipe Felipe de Valencia. Mientras que el centro del círculo solo da una vuelta cada día (dicho centro se movería a lo largo del paralelo de latitud correspondiente a la posición de dicho centro, cuyo agujero va recogiendo las esferas blancas de la circunferencia), cada punto de la circunferencia exterior daría dos vueltas: la circunferencia exterior de la base del péndulo daría dos vueltas cada día, una moviéndose a lo largo del paralelo de latitud que se encuentra en dicho museo de Valencia, y otra alrededor de dicho centro ya que el círculo en cuyo borde se encuentran los pines que sostienen las esferas blancas dará otra vuelta al girar en sentido antihorario, es decir, de derecha a izquierda.

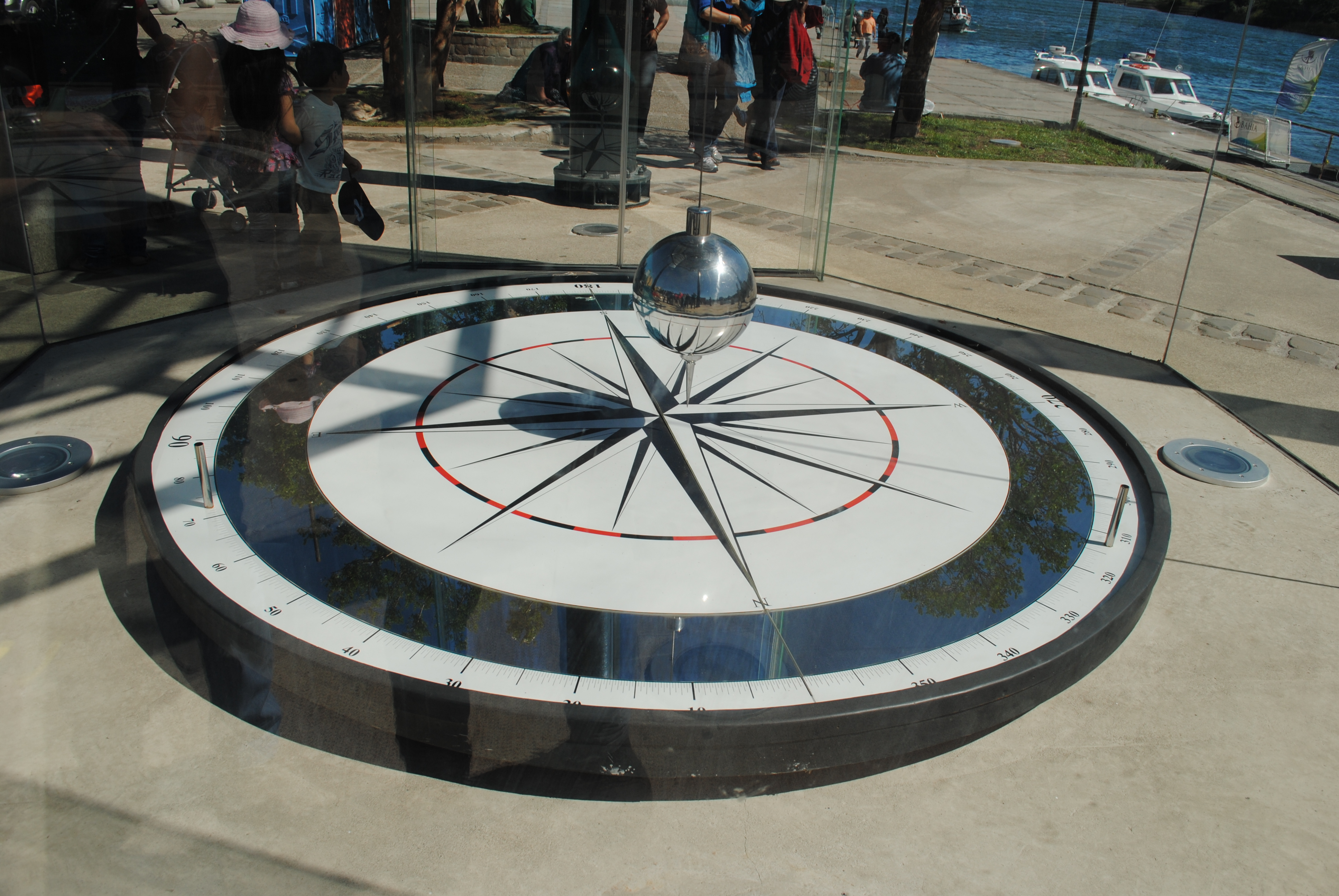
Péndulo de Foucault en Valdivia, Chile. Como Valdivia se encuentra en el hemisferio sur, el círculo exterior donde se mueve el péndulo gira en sentido antihorario, es decir, de izquierda a derecha, por lo que el péndulo va progresando hacia la derecha, al revés que en el hemisferio norte.

A continuación se explican brevemente los efectos del movimiento de rotación señalados arriba que pueden ser visualizados en un péndulo de Foucault:
- Dirección de las corrientes marinas, en especial en los mares cerrados (como el mar Mediterráneo o el mar Báltico), en la zona intertropical (corrientes marinas frías) y en la zona ártica.
- Desvíos o cambios de curso en el cauce de los ríos.
- Inundaciones.
- Asimetría de los diques naturales de los ríos (tendencia aparente a desbordarse o desviarse hacia la ribera izquierda en el hemisferio norte y hacia la derecha en el hemisferio sur).
- Mayor desgaste de los rieles del ferrocarril del lado izquierdo, especialmente en el hemisferio norte.
- Ruta y velocidad de los vientos alisios.

## Pronósticos meteorológicos en la zona intertropical

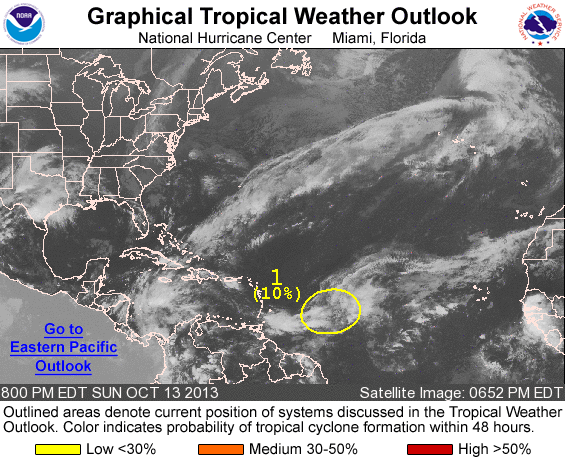
Imagen satelital del Atlántico Norte mostrando una perturbación de gran tamaño próxima a las costas orientales de Venezuela y que es un ejemplo de la utilidad de los satélites meteorológicos en la previsión meteorológica de la zona intertropical.

Los climas de la zona intertropical son muy estables y presentan pocas variaciones a lo largo de los años. Todos los tipos climáticos de esta zona son isotermos, es decir, con escasas variaciones en la temperatura a través del año. Y la temperatura media estará en función de la mayor o menor altura sobre el nivel del mar, de acuerdo con lo que se señala en el artículo sobre los pisos térmicos.
Pero las variaciones de las lluvias durante el año, así como las diferencias de la temperatura entre las máximas y mínimas diarias son muy superiores a los promedios climáticos para cualquier lugar intertropical. Humboldt señalaba que:

Es de sentirse que un clima tan temperado sea generalmente inconstante y variable. Los habitantes de Caracas se quejan de que en un mismo día tienen diferentes estaciones, y que los pasos de una estación a otra son en extremo súbitos.

().
Sin embargo, para aclarar esta cita de Humboldt tenemos que matizar la idea de que tiempo y clima son dos términos completamente distintos: al referirse a que el clima siendo tan temperado sea por lo general inconstante y variable, Humboldt está identificando, no el clima de la zona intertropical, sino el tiempo meteorológico en dicha zona. Y esta es una idea que sintetiza todas las diferencias existentes entre los dos conceptos: recordemos que el clima está formado por los valores promedios de los vientos, presión, humedad y, sobre todo, precipitación y temperatura durante una serie de años lo más extendida posible, generalmente mayor de 30 años:
- No se puede hablar de que el clima sea inconstante y variable en la zona intertropical ya que sus valores se mantienen dentro de unos promedios que varían muy poco a lo largo del año: en la mayoría de las estaciones meteorológicas de la zona intertropical, la temperatura promedio mensual a lo largo del año no suele variar más de 2 °C, aunque los valores diarios de dichas temperaturas pueden variar unos 10 y hasta 15º entre el día y la noche lo cual se debe a lo que señala el propio Humboldt en el título de su obra cumbre: Viaje a las regiones equinocciales significa las regiones donde las noches y los días duran lo mismo. Durante el día predominan las altas temperaturas que producen convección atmosférica, nubosidad y lluvias. Durante la noche se produce subsidencia atmosférica que origina un descenso acentuado de la temperatura. Sin embargo, al promediar las temperaturas diarias, sus valores varían muy poco a lo largo del año.
- Con relación a las lluvias sí se podría hablar de dos estaciones en la zona intertropical, especialmente entre los 10º de latitud y las zonas subtropicales: una estación lluviosa entre mayo y octubre en el hemisferio norte y entre noviembre y abril en el hemisferio sur y una estación seca el resto del año en cada hemisferio.